# Megavolley
La Megavolley è una società pallavolistica femminile italiana con sede a Vallefoglia: milita nel campionato di Serie A1.

## Storia
La Megavolley viene fondata nel 2019. Ottiene il diritto di partecipazione alla Serie B1 per la stagione 2019-20 grazie all'acquisto del titolo sportivo dall'Ospitaletto: la squadra termina la sua prima annata al quinto posto in classifica, anche se il campionato è chiuso anticipatamente a causa del diffondersi della pandemia di COVID-19 in Italia.
Nella stagione 2020-21, la Megavolley acquista il titolo sportivo dalla Due Principati debuttando in Serie A2: nella stessa annata si qualifica per la prima volta alla Coppa Italia di Serie A2, arrivando sino alle semifinali, a cui è costretta a rinunciare a causa di positività al COVID-19 all'interno della squadra, mentre, in campionato, vince i play-off promozione, venendo promossa in Serie A1, categoria dove esordisce nella stagione 2021-22. Nell'annata 2024-25 si qualifica per la prima volta alla Coppa Italia, dove esce ai quarti di finale a seguito della sconfitta contro l'Imoco, e, grazie alla vittoria dei play-off Challenge Cup, a una competizione europea, ossia la Challenge Cup 2025-26. 

## Rosa 2025-2026
| N° | Nome                    | Ruolo | Data di nascita   | Nazionalità sportiva |
| -- | ----------------------- | ----- | ----------------- | -------------------- |
| 1  | Erblira Bici            | O     | 27 giugno 1995    | Albania              |
| 4  | Alice Feduzzi           | L     | 14 settembre 2006 | Italia               |
| 5  | Federica Carletti       | S     | 14 marzo 2000     | Italia               |
| 6  | Gaia Giovannini         | S     | 17 dicembre 2001  | Italia               |
| 7  | Chiara De Bortoli       | L     | 28 luglio 1997    | Italia               |
| 8  | Sonia Candi             | C     | 8 novembre 1993   | Italia               |
| 9  | Valentina Bartolucci    | S     | 20 maggio 2003    | Italia               |
| 11 | Nyadholi Thokbuom       | C     | 9 giugno 2000     | Canada               |
| 14 | Božana Butigan          | C     | 19 agosto 2000    | Croazia              |
| 16 | Cvetomira Mitkova       | C     | 16 agosto 2004    | Bulgaria             |
| 19 | Adelina Budăi-Ungureanu | S     | 29 luglio 2000    | Romania              |
| 20 | Mikaela Stojanova       | O     | 23 giugno 2005    | Bulgaria             |
| 21 | Loveth Omoruyi          | S     | 25 agosto 2002    | Italia               |
| 22 | Raquel Lázaro           | P     | 4 gennaio 2000    | Spagna               |